# Jan Hazelaar
Jan Hazelaar is een Nederlandse bronsgieter en galeriehouder in Soest. 
Jan Hazelaar begon in 1971 een eigen bronsgieterij met een winkeltje voor de verkoop van klei, was en spatels. De Hazelaar verhuisde in 1991 van de Bosstraat 2 naar de Pimpelmees 3. De Hazelaar heeft nog steeds een winkel met benodigdheden voor kunstenaars. In de expositieruimte onder de winkel worden wisselende tentoonstellingen van hedendaagse beeldende kunst gehouden. De kunststichting Hazart stelt zich de bevordering van de  beeldende kunst ten doel. De beeldentuin bevindt zich in het belendende park Klein Engendaal. De galerie en beeldentuin worden geleid door Jan Hazelaar en zijn partner, de kunstenares Ali van den Berg. 

## Exposities
- 1991 - Beelden in Soest
- 1993 - A cire perdue, de historie van het bronsgieten
- 1995 - Anthony Heywood, solotentoonstelling met Kunst-vliegtuig op vliegveld Soesterberg[2]
- 1997 - Ecce Homo (Zie de mens) - toekomstvisioenen
- 2016 - Amsterdamse beeldhouwschool, presentatie[3]